# Viktor Jelenić
Viktor Jelenić (in serbo Виктор Јеленић?; Belgrado, 31 ottobre 1970) è un ex pallanuotista e allenatore di pallanuoto serbo, vincitore di una medaglia d'argento alle olimpiadi di Atene 2004 e di una di bronzo in quelle di Sydney 2000. 
Dal 2018 è presidente del VSS (federazione serba di pallanuoto). Dal 2013 al 2016 è stato presidente della Stella Rossa Belgrado.

## Palmarès

### Giocatore

#### Club
- Campionato italiano: 1

R.N. Savona: 2004-05
- Campionato serbo-montenegrino: 3

Stella Rossa: 1991-92, 1992-93
Bečej: 2000-01
- Coppa di Serbia e Montenegro: 1

Bečej: 2000-01
- Coppe LEN: 1

R.N. Savona: 2004-05
- Supercoppa LEN: 1

Catalunya: 1995
- Copa del Rey: 1

Catalunya: 1997
- Coppa COMEN: 1

Camogli: 2002-2003

#### Nazionale
- Argento olimpico: 1

Serbia e Montenegro: Atene 2004
- Bronzo olimpico: 1

Jugoslavia: Sydney 2000
- Oro ai campionati mondiali: 1

Jugoslavia: Perth 1991
- Argento ai campionati mondiali: 1

Jugoslavia: Fukuoka 2001
- Bronzo ai campionati mondiali: 2

Jugoslavia: Perth 1998
Serbia e Montenegro: Barcellona 2003
- Oro nella Coppa del Mondo: 1

Jugoslavia: Berlino Ovest 1989
- Argento nella Coppa del Mondo: 1

Jugoslavia: Barcellona 1991
- Bronzo nella Coppa del Mondo: 1

Jugoslavia: Belgrado 2002
- Argento nella World league: 1

Serbia e Montenegro: Long Beach 2004
- Oro ai campionati europei: 3

Jugoslavia: Atene 1991, Budapest 2001
Serbia e Montenegro: Lubiana 2003
- Argento ai campionati europei: 2

Jugoslavia: Bonn 1989, Siviglia 1997